# Petr Hrdlička
Petr Hrdlička (* 23. prosince 1967 Brno) je český střelec, olympionik, který získal zlatou medaili v Barceloně na Letních olympijských hrách 1992 ve střelbě na trap. Jinou medaili na mistrovství světa nebo Evropy však nezískal. Působí jako trenér české reprezentace ve sportovní střelbě.